# Soyouz TM-4
Soyouz TM-4 est un vol avec équipage du vaisseau spatial Soyouz-TM soviétique Soyouz, lancé le 21 décembre 1987.

## Équipage
Décollage :
- Vladimir Titov (3)
- Musa Manarov (1)
- Anatoli Levchenko (1)

Atterrissage :
- Anatoly Solovyev (1)
- Viktor Savinykh (1)
- Aleksandr Panayatov Aleksandrov (1) de Bulgarie

## Paramètres de la mission
- Masse : 7070 kg
- Périgée : 337 km
- Apogée : 357 km
- Inclinaison : 51.6°
- Période : 91.5 minutes

## Points importants
4e expédition vers Mir.